# Autostrada M73
Autostrada M73 – wschodnia obwodnica Glasgow, droga o dużym natężeniu ruchu szczególnie między węzłem nr 1 a węzeł nr 2. Droga jest częścią trasy europejskiej E05.